# Liste des émirs de Mossoul
Avec la conquête de l'empire sassanide au VIIe siècle, les Arabes occupent la Mésopotamie ainsi que la ville de Ninive, qu'ils rebaptisent Al-Mawssil, que les européens ont transcrit en Mossoul.
D'abord partie intégrante du califat omeyyade, puis abbasside, la ville est confiée à partir du Xe siècle à des émirs qui se la transmettent héréditairement.

## ÉmirsHamdanides
- 905-929 : Abu'l-Haija 'Abdullah
- 929-969 : Nasr ud-Dawlah Hassan
- 969-979 : 'Uddat ud-Dawlah Abu-Taghlib
- 979-981 : intégré au  califat
- 981-991 : Abu-Tahir Ibrahim and Abu-'Abdullah Husain

## ÉmirsUqaylides
- 992-996 : Mohammed ibn Musayyib
- 996-1001 : Husam ud-Dawlah al-Muqallad
- 1001-1050 : Mu'tamid ud-Dawlah Qirwash
- 1050-1052 : Za'im ud-Dawlah Baraka
- 1052-1061 : 'Alam ud-Din Quraish
- 1061-1085 : Sharaf ud-Dawlah Muslim
- 1085-1093 : Ibrahim
- 1093-1096 : 'Alî ibn Muslim, émir[1]

## Atabegsnommés par les sultansSeldjoukides
- 1096-1102[2] : Kerbogha.
- 1102 : Sonqorja[2].
- 1102 : Musa[2].
- 1102[2]-1107[3] : Jekermish.
- 1107 : Kılıç Arslan Ier, sultan de Roum, contrôle Mossoul[4]
- 1107-1109 : Jâwali Saqâwâ[3],[4].
- 1109-1113 : Mawdûd ibn Altûntâsh[5]
- 1113-1115 : Aq Sonqor Bursuqî[5]
- 1115-1121 :  Juyûsh-beg
- 1121-1126 : Aq Sonqor Bursuqî, de nouveau atabeg[6]
- 1126-1127 : Mas’ûd ibn Bursuqî[7], fils du précédent

## Atabegzengides
- 1127-1146 : Imad ad-Din Zengi
- 1146-1149[8] : Saif ad-Dîn Ghâzî Ier, fils  du précédent
- 1149-1171[9] : Qutb ad-Dîn Mawdûd, frère du précédent
- 1171-1171 : Saif ad-Dîn Ghâzî II, fils du précédent
- 1171-1174 : Nur ad-Din, oncle du précédent, fils de Zengi
- 1174-1180[10] : Saif ad-Dîn Ghâzî II, de nouveau
- 1180-1193[11] :  Izz ad-Din Mas'ud Ier, frère du précédent
- 1193-1211 : Nur ad-Din Arslan Shah Ier[12], fils du précédent
- 1211-1218 : Izz ad-Din Mas'ud II[12], fils du précédent
- 1218-1219 : Nur ad-Din Arslan Shah II[12], fils du précédent
- 1219-1222 : Nasir ad-Din Mahmud[12], frère du précédent
- 1222-1259 : Bedr ad-Din Lulu[12], mamelouk d'Arslan Shah Ier, prend ensuite le pouvoir

## Occupations étrangères
- 1234-1340 : occupation mongole (Houlagides)
- 1340-1383 : dépendant des émirs Djalayirides de Bagdad
- 1383-1401 : dépendant des Qara Qoyunlu (Moutons Noirs)
- 1401-1405 : dépendant de Tamerlan
- 1405-1468 : dépendant des Qara Qoyunlu (Moutons Noirs)
- 1468-1508 : dépendant des Aq Qoyunlu (Moutons Blancs)
- 1508-1534 : dépendant de la Perse (Séfévides)
- 1534-1623 : dépendant de l'empire ottoman
- 1623-1638 : dépendant de la Perse (Séfévides)
- 1638-1917 : dépendant de l'empire ottoman

### Sources
- (en) Cet article est partiellement ou en totalité issu de l’article de Wikipédia en anglais intitulé « List of Emirs of Mosul » (voir la liste des auteurs).
- René Grousset, Histoire des croisades et du royaume franc de Jérusalem, Paris, Perrin, 1936 (réimpr. 1999)
  -  I. 1095-1130 : l’anarchie musulmane, 1934.
  -  II. 1131-1187 : l’équilibre, 1935.
  -  III. 1188-1291 : l’Anarchie franque, 1936.
- Amin Maalouf, Les Croisades vues par les Arabes, J’ai lu, 1983 (ISBN 978-2-290-11916-7)
- Foundation for Medieval Genealogy : les dynasties turques.